# Consigliere comunale
Il consigliere comunale, in Italia, è un cittadino che viene eletto per rappresentare la comunità locale nel consiglio comunale, organo del Comune.

## Modalità di elezione
Il consiglio comunale si compone di un numero variabile di consiglieri, ai quali si applicano le norme generali sull'incandidabilità e la decadenza previste per tutti gli appartenenti ad assemblee elettive.
La durata del mandato è di cinque anni e va di pari passo con quello del sindaco.
Nei comuni con meno di 15 000 abitanti i seggi del consiglio sono attribuiti per 2/3 alla lista del candidato sindaco vincente secondo il first-past-the-post (sistema maggioritario secco), mentre i rimanenti vengono attribuiti secondo il sistema proporzionale alle liste degli altri candidati sindaci.
Nei comuni con più di 15 000 abitanti i seggi del consiglio sono attribuiti con il sistema proporzionale corretto da premio di maggioranza assegnato alle liste del candidato sindaco vincente. Qualora nessun candidato sindaco ottenga la maggioranza dei voti validamente espressi, si procede dopo due settimane a un turno di ballottaggio fra i due candidati più votati.
Per gravi motivi il consiglio può essere sciolto prima della scadenza naturale del mandato. In tal caso pure il sindaco e la giunta comunale decadono. In tal caso si parlerà di caduta anticipata.

## Ruolo
Il Consigliere Comunale è pubblico ufficiale e ha la facoltà di autenticare le firme, specie per la presentazione delle liste elettorali.
Rappresenta i cittadini del Comune in cui è stato eletto, senza vincolo di mandato: può infatti in qualsiasi momento cambiare gruppo consiliare.

## Indennità
La legge 3 agosto 1999 n. 265 prevede che ai membri del consiglio comunale spetti una indennità di funzione, dimezzata per i lavoratori dipendenti che non abbiano richiesto l'aspettativa.
La stessa norma afferma che tale indennità è determinata con adozione di un decreto interministeriale (emanato dal Ministero dell'Interno di concerto con il Ministro del tesoro, del bilancio e della programmazione economica) - sentita la Conferenza Stato-città ed autonomie locali - nel rispetto di alcuni criteri previsti dalla stessa norma del 1999.
In ottemperanza ai dettami della legge 265/1999 è stato emanato il decreto del Ministero dell'Interno n. 119 del 4 aprile 2000. La materia è oggi regolata dall'art. 82 del TUEL. Il decreto prevede anche che i consiglieri comunali e provinciali hanno diritto di percepire, nei limiti fissati dal decreto, un gettone di presenza per la
partecipazione a consigli e commissioni.
Riguardo alla corresponsione dell'indennità poi il Ministero dell'Interno ha chiarito che, circa il dimezzamento della stessa, ai lavoratori dipendenti che non abbiano richiesto di essere collocati in aspettativa retribuita e che, pertanto, a coloro che non possono avvalersi di tale facoltà, quali i lavoratori autonomi, disoccupati, studenti e i pensionati compete l'indennità di funzione nella misura intera, sul presupposto che l'attuale posizione escluda la sussistenza di un rapporto di lavoro dipendente. Agli amministratori ai quali viene corrisposta, non è dovuto alcun gettone per la partecipazione a sedute degli organi collegiali dell'ente, né di commissioni che di quell'organo costituiscono articolazioni interne ed esterne.